# Rafael Santos Borré
Rafael Santos Borré Maury (* 15. září 1995, Barranquilla) je profesionální kolumbijský fotbalista, který hraje na pozici útočníka za německý klub Eintracht Frankfurt a Kolumbijský národní tým.
Po úspěšném začátku kariéry s Deportivem Cali podepsal Borré v roce 2015 smlouvu s Atléticem Madrid, avšak byl poslán hostovat zpátky do Cali až do roku 2016. V tomto roce odešel hostovat do španělského klubu Villarreal CF. V roce 2017 změnil Borré své působiště a odešel k argentinskému gigantu, klubu River Plate, se kterým vyhrál několik soutěží, včetně Poháru osvoboditelů v roce 2018 a ročníku 2019 soutěže Recopa Sudamericana. V době svého odchodu z River Plate byl považován za nejlepšího střelce éry trenéra Marcela Gallarda s celkem 55 góly. K evropskému fotbalu se vrátil v roce 2021, když se připojil k bundesligovému klubu Eintracht Frankfurt. S týmem se probojoval až do finále Evropské ligy UEFA 2022, kde vstřelil vyrovnávací branku, aby následně Eintracht porazil Rangers na penalty.
Na mládežnické úrovni reprezentoval v roce 2015 Kolumbii na Mistrovství Jižní Ameriky ve fotbale hráčů do 20 let a ve stejném roce na Mistrovství světa ve fotbale hráčů do 20 let. V seniorské sestavě debutoval v roce 2019 a od té doby si připsal hned několik startů. Byl rovněž členem sestavy, která skončila třetí v ročníku 2021 turnaje Copa América.

## Kariéra

### Deportivo Cali
Borré započal svou profesionální kariéru s klubem Deportivo Cali, kde se prosadil jako skvělý útočník, což upoutalo pozornost velkých evropských klubů. V srpnu 2015 podepsal šestiletou smlouvu se španělským velkoklubem Atlétic Madrid. Následně byl však poslán zpět na hostování do Cali.

### Villarreal CF
13. srpna 2016 se Borré přidal do španělského Villarrealu na sezónní hostování. V novém celku poprvé skóroval 23. února 2017 v zápase Evropské ligy proti týmu AS Řím. I když zápas skončil 1:0 pro Villarreal, španělský tým si z prvního duelu odnesl čtyřgólové manko a ze soutěže tak vypadl.

### CA River Plate
7. srpna 2017 přestoupil Borré do argentinského River Plate. 23. listopadu 2019 byl autorem jediné branky svého týmu v zápase proti Flamengu ve finále Poháru osvoboditelů, který skončil porážkou 2:1.
V sezóně 2020 se Borré stal nejlepším střelcem s bilancí 12 gólů z 20 ligových zápasů a pro trenéra Gallarda se stal nepostradatelným hráčem pro své střelecké dovednosti a svou výkonnost. V dubnu 2021 zvládl v ligovém zápase vstřelit hned čtyři branky. V argentinském celku nastřílel celkem 55 gólů a připsal si 20 asistencí.
Jeho smlouva s týmem River Plate vypršela 1. června 2021.

### Eintracht Frankfurt
5. června 2021 se Borré přidal do německého klubu Eintracht Frankfurt. 5. května 2022 vstřelil jedinou branku v odvetě semifinále Evropské ligy proti West Hamu United, čímž pomohl svému týmu k postupu za stavu 3:1 po dvou zápasech. Ve finále proti Rangers pak vyrovnal na 1:1 a proměněním pátého pokutového kopu v penaltovém rozstřelu zajistil svému celku vítězství na penalty 5:4.

## Reprezentační kariéra

### Juniorská reprezentace
S kolumbijským mládežnickým týmem se zúčastnil Mistrovství Jižní Ameriky ve fotbale hráčů do 20 let v roce 2015, na kterém vstřelil dva góly. Kolumbie skončila jako poražený finalista, čímž získala místo na Mistrovství světa ve fotbale hráčů do 20 let v roce 2015. Na Novém Zélandu vypadl kolumbijský mládežnický tým v osmifinále.

### Seniorská reprezentace
V březnu 2015 byl povolán do seniorského týmu na dvě přátelská utkání proti Bahrajnu a Kuvajtu, avšak v obou jako náhradník nenastoupil do hry.
Svůj debut tak zažil až 6. září 2019 v přátelském zápasu proti Brazílii, do kterého nastoupil v 83. minutě.

## Úspěchy

### Deportivo Cali
- Categoría Primera A: 2015 (Apertura)

- Superliga Colombiana: 2014

### River Plate
- Copa Argentina: 2016–17, 2018–19

- Supercopa Argentina: 2017, 2019

- Pohár osvoboditelů: 2018

- Recopa Sudamericana: 2019

### Eintracht Frankfurt
- Evropská liga UEFA: 2021–22

### Individuální
- Evropská liga UEFA Tým sezóny: 2021–22